# Musculus levator anguli oris
De musculus levator anguli oris of optrekker van de mondhoek is een spier in het aangezicht die ontspringt aan de fossa canina van de bovenkaak en aangehecht is aan de mondhoek. Deze spier trekt de mondhoek omhoog. De musculus levator anguli oris wordt geïnnerveerd door de nervus facialis.